# Santikutz Klasika
La Santikutz Klasika es una carrera ciclista de un día para aficionados, que se disputa en los alrededores de Legazpi (País Vasco) en España. Creada en 1929, es puntuable para la Copa de España de Ciclismo. Hasta la edición de 1964  podían participar también ciclistas profesionales.

## Palmarés
| Año               | Vencedor                    | Segundo                   | Tercero                  |
| ----------------- | --------------------------- | ------------------------- | ------------------------ |
| Prueba Legazpia   |                             |                           |                          |
| 1929              | Ricardo Montero             | Francisco Cepeda          | José Valderrey           |
| 1930              | Ricardo Montero             | Federico Ezquerra         | Vicente Trueba           |
| 1931              | Federico Ezquerra           | José García               | Luciano Montero          |
| 1932              | Ricardo Montero             | Federico Ezquerra         | Mariano Cañardo          |
| 1933              | Luciano Montero             | Eugenio Madrazo           | Eusebio Bastida          |
| 1934              | José Urdangarin             | Fermín Trueba             | Ramón Oñaederra          |
| 1935              | Jesús Dermit                | Germán Golzarri           | José Goenaga             |
| 1936              | Jesús Dermit                | Julián Larrinaga          | Juan Tellechea           |
| 1937-1942         | ‘‘No disputada’’            | ‘‘No disputada’’          | ‘‘No disputada’’         |
| 1943              | Isidro Bejarano             | José Lahoz                | Félix Vidaurreta         |
| 1944              | José Gandara                | Francisco Michelena       | Lucio Ganchegui          |
| 1945              | ‘‘No disputada’’            | ‘‘No disputada’’          | ‘‘No disputada’’         |
| 1946              | José Vergara                | Juan Cruz Ganzaraín       | Pablo Izco               |
| 1947              | Juan Cruz Ganzaraín         | José Mendizabal           | Pablo Izco               |
| 1948              | Dalmacio Langarica          | Jesús Morales             | Francisco Michelena      |
| 1949              | Juan de Dios                | José Zurutuza             | Ramón Zabalo             |
| 1950              | Martín Mancisidor           | Jesús Loroño              | Emilio Ugalde            |
| 1951              | Dalmacio Langarica          | José Michelena            | Francisco Michelena      |
| 1952              | Manuel Aizpuru              | Joaquín Aizpuru           | Carmelo Morales          |
| 1953              | Pablo Izaguirre             | José Luis Mañeru          | Isidro Zabala            |
| 1954              | Cosme Barrutia              | Luciano Montero           | Jesús Loroño             |
| 1955              | Joaquín Salaverria          | Martín Erausquin          | Juan Echeverria          |
| 1956              | Jacinto Urrestarazu         | Juan Echeverria           | Pablo Aguirreche         |
| 1957              | Luis Otaño                  | Jacinto Urrestarazu       | Carlos Pérez             |
| 1958              | Roberto Morales             | Emilio Cruz               | Constantino García       |
| 1959              | Ponciano Arbelaiz           | Eusebio Vélez             | Pedro Cerros             |
| 1960              | Carmelo Rubio               | Jesús Aranzabal           | José María Balier        |
| 1961              | Jorge Nicolau               | Juan M. Menéndez          | Ángel Ciordia            |
| 1962              | Carlos Echeverría           | E. Santisteban            | Pedro Guenechea          |
| 1963              | Andrés Incera               | José Manuel Lasa          | José Miguel Chasco       |
| 1964              | Vicente López Carril        | Jesús Aranzabal           | Gabino Ereñozaga         |
| 1965              | Domingo Perurena            | Ramón González            | José Manuel Lasa         |
| 1966              | Félix González              | Andrés Incera             | Juan María Azcue         |
| 1967              | Miguel María Lasa           | Adrián Diez               | José Alba                |
| 1968              | Ignacio Ascasibar           | José Luis Uribezubia      | José Luis Laborta        |
| 1969              | Manuel García               | Francisco Galdós          | Pedro María Ugarte       |
| 1970              | José María Basualdo         | Francisco Javier Galdeano | Luis María Echeverria    |
| 1971              | Ignacio Aizpuru             | Juan Gorostidi            | Ramón Murillo            |
| 1972              | Luis María Echeverria       | Joaquín Izaguirre         | Francisco Javier Lecue   |
| 1973              | Eleuterio López             | Antonio Alcón             | Miguel Aguilera          |
| 1974              | Juan María Torres           | Miguel Aguilera           | Felipe Yáñez             |
| 1975              | José Ángel Urtizberea       | Carlos Valencia           | José Enrique Cima        |
| Santikutz Klasika |                             |                           |                          |
| 1976              | Antonio Abad                | Juan Ignacio Araña        | Ángel Lozano             |
| 1977              | Miguel A. Inchausti         | Luis María Arocena        | José Luis Echeverria     |
| 1978              | Juan Fernández Martín       | Santos Esparza            | José María Caravaca      |
| 1979              | Oscar Quintanilla           | Jokin Mujica              | Jesús María Barberena    |
| 1980              | Iñaki Arrieta               | Federico Etxabe           | Jon Egiarte              |
| 1981              | Sabino Angoitia             | Juan Luis García          | Mikel Lizarralde         |
| 1982              | Arsenio González            | Fabián García             | Javier Imaz              |
| 1983              | Francisco Javier Lejarcegui | Iñigo Larrañaga           | Francisco Javier Recalde |
| 1984              | Rubén Gorospe               | Alberto Leanizbarrutia    | Alberto Clerencia        |
| 1985              | José Enrique Carrera        | José A. Maestre           | Rolando Ovando           |
| 1986              | Jesús Montoya               | Ion Reyna                 | José María Palacin       |
| 1987              | Cyrille Fancello            | Frédéric Guédon           | José Miguel Rojo         |
| 1988              | Víctor Gonzalo              | Alfredo Irusta            | Joseba Berrojalbiz       |
| 1989              | Juan Romero                 | Vicente Prado             | José Luis Izaguirre      |
| 1990              | Roberto Lezaun              | Jesús Etxeberria          | Ignacio García Camacho   |
| 1991              | Javier Díaz                 | Javier Pascual Llorente   | Javier Baigorri          |
| 1992              | Javier Palacín              | Josep Viladoms            | Imanol Galarraga         |
| 1993              | Óscar López Uriarte         | Roberto Laiseka           | Íñigo Cuesta             |
| 1994              | Juan Carlos Domínguez       | Ibon Ajuria               | Aitor Osa                |
| 1995              | Aitor Bugallo               | Unai Etxebarria           | Igor Flores              |
| 1996              | Joseba Beloki               | Juan José de los Ángeles  | José Luis Butini         |
| 1997              | David Latasa                | Agustín Margalef          | José María García        |
| 1998              | José Urea                   | Igor Astarloa             | Luis Poyatos             |
| 1999              | José Manuel Vázquez         | Juan Gomis                | David Vázquez            |
| 2000              | Mikel Astarloza             | Juan Manuel Fuentes       | Iñaki Isasi              |
| 2001              | Egoi Martínez               | Alejandro Valverde        | Ricardo Serrano          |
| 2002              | Francisco Gutiérrez         | Javier Ramírez Abeja      | José Rafael Martínez     |
| 2003              | Ion del Río                 | Javier Ramírez Abeja      | Juan José Cobo           |
| 2004              | Beñat Albizuri              | Luis Fernández            | Rubén Pérez              |
| 2005              | Óscar Grau                  | Javier Mejías             | Óscar Cortés             |
| 2006              | Francisco Gutiérrez         | Egoitz Murgoitio          | David Rodríguez          |
| 2007              | Carlos Oyarzún              | Delio Fernández           | José Antonio Carrasco    |
| 2008              | Didac Ortega                | Gorka Izagirre            | David Gutiérrez          |
| 2009              | Jorge Martín Montenegro     | Rubén García Pérez        | Benjamí Prades           |
| 2010              | Daniel Díaz                 | Víctor de la Parte        | Francisco Javier López   |
| 2011              | Eduard Prades               | Adrián Alvarado           | Jesús Merino             |
| 2012              | Eduard Prades               | Alexey Rybalkin           | Adrián Alvarado          |
| 2013              | Santiago Ramírez            | Pablo Lechuga             | Cristian Cañada          |
| 2014              | Adrián Alvarado             | Vadim Zhuravlev           | Antton Ibarguren         |
| 2015              | Julen Amezqueta             | Vadim Zhuravlev           | Rafael Márquez           |
| 2016              | Jon Irisarri                | Antonio Angulo            | Richard Carapaz          |
| 2017              | Sergio Samitier             | Elías Tello               | Álvaro Cuadros           |
| 2018              | Antonio Gómez de la Torre   | Elías Tello               | Sergio Martín            |
| 2019              | Oier Lazkano                | Alejandro Ropero          | Iván Moreno              |
| 2020              | No disputada                | No disputada              | No disputada             |
| 2021              | Unai Iribar                 | Pau Miquel                | Igor Arrieta             |
| 2022              | Alejandro Franco            | Davide Piganzoli          | Viacheslav Ivanov        |
| 2023              | Unai Zubeldia               | Thomas Silva              | Alex Díaz                |
| 2024              | Daniel Cavia                | Jan Castellón             | Álvaro Sagrado           |